# Distretto di Pucacaca
Il distretto di Pucacaca è uno dei dieci distretti  della provincia di Picota, in Perù. Si trova nella regione di San Martín e si estende su una superficie di 230,72 chilometri quadrati.

Istituito il 8 maggio 1936, ha per capitale la città di Pucacaca; al censimento 2005 contava 2.902 abitanti.